# Juan Antonio Señor
Juan Antonio Señor Gómez (Madrid, 26 agosto 1958) è un allenatore di calcio ed ex calciatore spagnolo, di ruolo centrocampista.

## Carriera

### Club
Iniziò nelle giovanili del Real Madrid, nel 1977 giocò nel Ciempozuelos in tercera división prima di trasferirsi nel 1978 al Deportivo Alavés, dove militò fino alla stagione 1980-1981.
Nel 1981 viene acquistato dal Real Saragozza, squadra dove giocò 304 partite in Primera División fino al 1991, anno del suo ritiro dovuto a problemi cardiaci. Con il Real Saragozza vinse la Coppa del re nel 1986.

### Nazionale
Con la Spagna, Señor collezionò 41 presenze andando a segno 6 volte, tra cui anche uno nella roboante vittoria 12-1 contro Malta nelle qualificazioni per l'Europeo del 1984, partita in cui, per qualificarsi, la nazionale iberica doveva vincere con almeno 11 gol di scarto: la sua rete fu quella decisiva, dopo che nella stessa partita sul risultato di 0-0 aveva sbagliato un calcio di rigore colpendo il palo. Con le furie rosse, partecipò al Campionato europeo di calcio 1984 e al campionato del mondo 1986.
La sua ultima rete in Nazionale fu quella del pareggio (1-1) contro il Belgio nei quarti di finale del Mondiale 1986, gara che poi fu vinta dal Belgio stesso ai calci di rigore.

## Palmarès

### Club
- Coppa di Spagna: 1

Real Saragozza: 1985-1986